# Jakov Livsjits
Jakov Abramovitj Livsjits (ryska: Яков Абрамович Лившиц), född 1896 i Mazyr, död 1 februari 1937 i Moskva, var en sovjetisk bolsjevikisk politiker. Han hade ledande poster inom tjekan och GPU och senare var han biträdande folkkommissarie för Sovjetunionens järnvägar och transport.

## Biografi
Jakov Livsjits föddes år 1896 i Mazyr och blev år 1917 medlem i bolsjevikpartiet. Han hade under 1920- och 1930-talet olika höga poster inom Sovjetunionens underrättelseverksamhet och järnvägsväsen.
I samband med den stora terrorn greps Livsjits i november 1936 och åtalades vid den andra Moskvarättegången; han erkände bland annat sabotage och terrorism. Livsjits dömdes till döden och avrättades genom arkebusering den 1 februari 1937. Hans sista ord var enligt uppgift "За что!?" – "För vad?".
Jakov Livsjits blev rehabiliterad år 1988.